# The Rising of the Shield Hero: Relive the Animation
The Rising of the Shield Hero: Relive the Animation ist ein Videospiel aus dem Jahr 2019, welches zum Tate-no-Yūsha-Franchise gehört. Die Handlung des Spiels orientiert sich an der gleichnamigen Animeserie des Produktionsstudios Kinema Citrus.
Das Spiel wurde mithilfe der Spiele-Engine RPG Maker MV entwickelt. Eine erste Demo war bereits Ende April des Jahres 2019 spielbar und kann auf der offiziellen Webpräsenz der Animeserie kostenfrei heruntergeladen werden. Das fertige Spiel erscheint Ende September 2019 zunächst in japanischer Sprache auf Gaming-Plattform Steam. Eine englische Version, sowie eine Portierung auf die Betriebssysteme Android und iOS folgen im Herbst.

## Handlung
Die Handlung des Spiels orientiert sich an der Animeserie, realisiert durch das Produktionsstudio Kinema Citrus.
Naofumi Iwatani ist ein 20-jähriger Student und Otaku. Eines Tages wird er beim Durchstöbern der lokalen Bibliothek auf die „Chronik der vier heiligen Helden“ aufmerksam. Als er das Kapitel eines der im Buch besagten Helden aufschlägt wird er durch Magie in eine andere Welt befördert und ist fortan als „Held des Schilds“ mit einem Schild ausgestattet. Neben ihm wurden Motoyasu Kitamura, Ren Amaki und Itsuki Kawasumi als Helden des Speers, des Schwerts und des Bogens heraufbeschwören. Schnell muss Naofumi feststellen, dass das Leben als Held des Schilds in der neuen Welt alles andere als einfach ist: So wird er nach einer falschen Verdächtigung im gesamten Königreich geächtet.
Allein auf sich gestellt muss Naofumi eine Gruppe aus Mitstreitern zusammenstellen, mit der er die Welt, die ihn verabscheut, vor der Zerstörung durch katastrophale „Wellen“, die im regelmäßigen Zyklus auftreten, rettet.

## Entwicklung
Das Spiel wurde durch das Unternehmen Kadokawa, unter dessen Auftrag auch die Animeserie zu Aneko Yusagis Light-Novel-Reihe Tate no Yūsha no Nariagari entstand, mithilfe des RPG Maker MV entwickelt. Das Spiel ist ein klassisches 2D-Rollenspiel.
Das Spiel verwendet darüber hinaus mehr als 700 Cutscenes aus dem Anime. Das Gameplay weist zudem Einflüsse aus dem Anime auf. So muss der Spieler die Charaktere mit Naofumi vor den Angriffen der Gegner schützen und dessen K.O. verhindern.

## Veröffentlichung
Am 27. April 2019 erschien eine Demoversion des Spiels, die kostenlos auf der Homepage der Animeserie heruntergeladen werden kann. In dieser Demo kann der Spieler bis zum Kampf in der ersten Welle spielen.
Anfang September wurde das fertige Spiel für eine Veröffentlichung Ende des Monats auf Steam angekündigt. Zudem wurde bekanntgegeben, dass das Spiel eine Portierung für die Betriebssysteme Android und iOS, sowie eine englische Sprachausgabe erhalten werde. Sowohl die englische Version als auch die Versionen für Android und iOS erscheinen im Laufe des kommenden Herbstes.
Das Spiel erschien am 24. September 2019.